# ناحية جب رملة
ناحية جب رملة إحدى نواحي سوريا تتبع إداريّاً لمحافظة حماة منطقة مصياف ومركزها بلدة جب رملة، بلغ تعداد سكان الناحية 39,814 نسمة حسب التعداد السكاني لعام 2004.

## بلدات وقرى ناحية جب رملة
العالمية، أصيلة، دير شميل، ديمو، حنجور، الهزانة، جب رملة، جريجس، كنفو، خان جليمدون، معرين، محروسة، موشاشين، عقيربة، القريات، الصارمية، سلوكية، الزهراء، الزاوية، جلميدون، قرين.